# Knowle Rohrer
Knowle Rohrer es un personaje ficticio, interpretado por Adam Baldwin en la serie de televisión The X-Files. Se trata de un híbrido supersoldado que aparece en las últimas temporadas de la serie.

## Perfil del personaje
Rohrer había servido junto con John Doggett en la Guerra del Golfo. Ambos eran amigos, pero Doggett perdió contacto con él, mientras que Rohrer llegó a estar envuelto en operaciones clasificadas. El resultado es que Rohrer comenzó a trabajar para El Sindicato. Tiempo después de que el grupo fuera asesinado, él fue transformado en un supersoldado. Cuando Doggett fue asignado a los Expedientes X restableció contacto con Rohrer (ya transformado). Doggett descubre que no puede confiar en Rohrer tras verle hablando con Alex Krycek. Mulder descubre que El Fumador está todavía vivo, y junto con Scully, Doggett y Reyes acude a enfrentarse a él. Rohrer les sigue, con la intención de asesinarlos a todos, incluyendo al Fumador, que había dejado de interesar al Sindicato. Sin embargo, Rohrer muere por exposición a la magnetita, el único material capaz de matar a un Supersoldado. Algo que el Fumador tenía planeado.

## Apariciones
Rohrer aparece en los siguientes episodios:

### Octava temporada
- "Per Manum"
- "Three Words"
- "Existence"

### Novena temporada
- "Nothing Important Happened Today II"
- "The Truth"

- Datos: Q11687295